# Ordine militare e civile di Adolfo di Nassau
L'Ordine militare e civile di Adolfo di Nassau è un ordine cavalleresco fondato nell'ambito del Ducato di Nassau e oggi passato al Granducato del Lussemburgo.

## Storia
L'ordine venne fondato dal Duca Adolfo I di Nassau l'8 maggio 1858, con l'intento di commemorare il re di Germania Adolfo di Nassau, suo antenato e omonimo, assurto a questa carica in epoca medioevale.
La medaglia era concessa a quanti si fossero distinti per merito nel Ducato, per lealtà alla casa regnante o nelle arti e nelle scienze.
L'Ordine passò successivamente tra gli ordini concessi dal Granducato di Lussemburgo dopo che Adolfo I di Nassau divenne anche Granduca del Lussemburgo nel 1890, permettendo così all'Ordine di rimanere in auge sino ai giorni nostri.

## Classi
L'ordine dispone delle seguenti classi di benemerenza:
- Cavaliere di Gran Croce
- Commendatore di I Classe
- Commendatore di II Classe
- Cavaliere
- Membro (IV Classe)

## Insegne

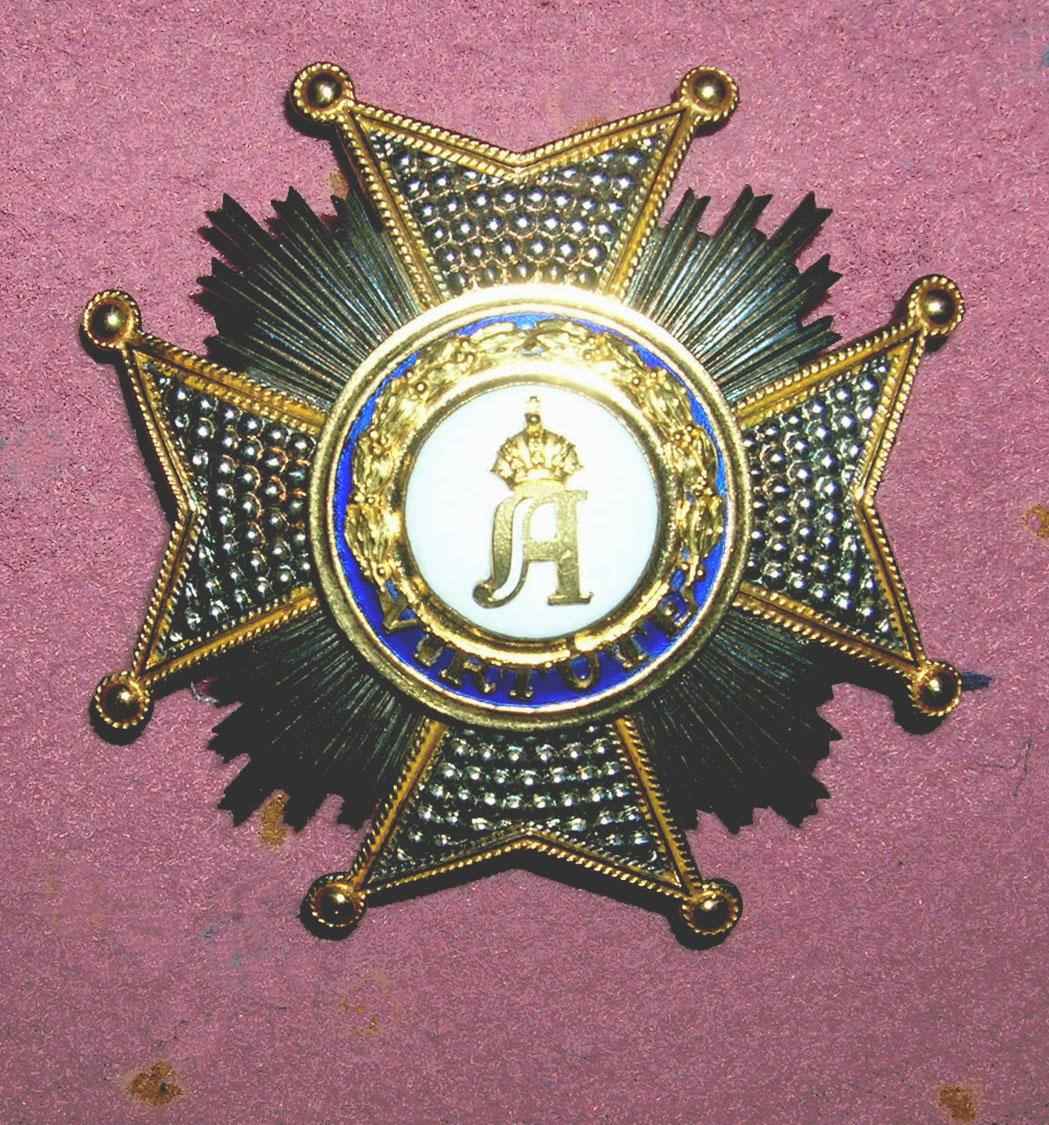
Placca da Grand'Ufficiale dell'Ordine di Adolfo di Nassau

La medaglia dell'ordine consiste in una croce di Malta smaltata di bianco, bordata e pomata d'oro, al centro della quale si trovava un medaglione smaltato di bianco riportante in oro una "A" coronata in oro (iniziale di Adolfo di Nassau). Il tutto era circondato da una fascia smaltata di blu con la scritta in oro "VIRTUTE" assieme a due rami d'alloro sempre in oro. Sul retro, l'insegna riportava incise in oro sulla fascia blu le due date "1292" e "1858". Per la concessione militare, l'insegna poteva essere completata da due spade incrociate dietro la croce.
La placca dell'Ordine consiste in una croce di Malta a otto punte sfaccettate alternate a raggi in argento. Al centro della stella si trovava un medaglione smaltato di bianco riportante in oro una "A" coronata in oro (iniziale di Adolfo di Nassau). Il tutto era circondato da una fascia smaltata di blu con la scritta in oro "VIRTUTE" assieme a due rami d'alloro sempre in oro.
Il nastro dell'ordine è blu con una striscia arancione per ciascun lato.
| Nastri                  | Nastri          | Nastri                    | Nastri                                |
| ----------------------- | --------------- | ------------------------- | ------------------------------------- |
| Cavaliere di Gran Croce | Grand'Ufficiale | Commendatore della Corona | Commendatore / Croce d'onore per dame |
| Ufficiale della Corona  | Ufficiale       | Cavaliere della corona    | Cavaliere                             |

## Insigniti notabili
- Enrico di Lussemburgo
- Giovanni di Lussemburgo
- Giuseppina Carlotta del Belgio
- Guglielmo di Lussemburgo
- Stéphanie de Lannoy
- Félix di Lussemburgo
- Claire Lademacher
- Luigi di Lussemburgo-Nassau
- Tessy Antony di Nassau
- Alexandra di Lussemburgo
- Sébastien di Lussemburgo
- Margaretha di Lussemburgo
- Nikolaus del Liechtenstein
- Guglielmo Alessandro dei Paesi Bassi
- Máxima dei Paesi Bassi
- Beatrice dei Paesi Bassi
- Margherita dei Paesi Bassi
- Pieter van Vollenhoven
- Mathilde del Belgio
- Astrid del Belgio
- Lorenzo d'Asburgo-Este
- Lorenzo del Belgio
- Filippo VI di Spagna
- Elena di Borbone-Spagna
- Cristina di Borbone-Spagna
- Federico X di Danimarca
- Gioacchino di Danimarca
- Vittoria di Svezia
- Carlo Filippo di Svezia
- Maddalena di Svezia
- Principe Akishino
- Principessa Akishino
- Sonja di Norvegia
- Haakon di Norvegia
- Mette-Marit Tjessem Høiby
- Marta Luisa di Norvegia